# Ciencia: abriendo la caja negra
Ciencia: abriendo la caja negra es la traducción al español de un libro de Steve Woolgar, editado por Anthropos Editorial del Hombre en 1991, como octavo volumen de la colección de monografías científicas “Tecnología, Ciencia, Naturaleza y Sociedad” dirigida por Manuel Medina, quien introduce un prólogo en la obra.
El libro consta de 170 páginas con la siguiente estructura:
- Prólogo por Manuel Medina
- Capítulo 1: “¿Qué es la ciencia?”
- Capítulo 2: “La representación y los desastres metodológicos”
- Capítulo 3: “Abriendo la caja negra: lógica, razón y reglas”
- Capítulo 4: “Invirtiendo la naturaleza: descubrimiento y hechos”
- Capítulo 5: “Ciencia argumentativa: discurso y explicación”
- Capítulo 6: “Mantener viva la inversión: etnografía y reflexividad”
- Capítulo 7: “Ciencia y ciencia social: agentes y tecnología en la representación”

## Contenido
La obra presenta una revisión crítica de la ciencia y sus métodos. El autor concluye que posiblemente nos encontremos en un callejón sin salida y que antes de continuar adelante, deberíamos replantearnos todos los pasos que hemos dado tanto en la ciencia como en la tecnología.
Tal y como expone Manuel Medina en el prólogo, el libro Ciencia: Abriendo la Caja Negra presenta el desarrollo de un estudio social del conocimiento científico cuyas conclusiones devalúan los conceptos de ciencia y tecnología que tan bien considerados están en la sociedad actual a pesar de convivir con “el fantasma del relativismo”.
Se juzga el método científico como medio de generación de conocimiento racional, objetivo y verídico; con inmunidad política y defensora de la democracia y de la cultura. Woolgar realiza un estudio sociológico y etnográfico en el cual observa las diferencias existentes entre la ciencia teórica y la práctica, llegando a plantearse su propio método de estudio.

## Estructura
La estructura del libro no es casual: se desarrolla un criterio de metodología científica para estudiar la propia ciencia. 

### ¿Qué es la ciencia?
Woolgar comienza su libro explicando el objetivo de su estudio: "replantearse si realmente la ciencia omnipresente que tanto nos afecta en la vida diaria es un medio de producción del conocimiento fiable". Para ello se centra en la "representación" como el núcleo de la ciencia que está diariamente en contacto con la sociedad. Es por esto que se hace necesario el estudio social de la ciencia y del fenómeno que conlleva, sin olvidar como puede influir sobre el estudio. La esencia de su trabajo analiza el dualismo entre representación y realidad; y en la superposición entre ciencia, tecnología y sociedad, ya que según él están intrínsecamente relacionadas de forma que la ciencia es puramente una actividad social. En resumen, el autor viene a afirmar que el significado de la palabra "ciencia" como concepto es nada más que la definición y/o estudio de un tema en general.
En el primer capítulo se hace un resumen de las respuestas a la pregunta ¿qué es la ciencia? desde el punto de vista de la filosofía, la historia y la sociología, ya sea la clásica del conocimiento o la de la ciencia, y las posibles posturas que se pueden tomar ante la cuestión, el esencialismo y el nominalismo. Todas ellas aceptan la gran variabilidad del concepto ciencia, lo que conlleva a un gran número de definiciones.
Desde el punto de vista filosófico destacan el criterio de demarcación como aquello que diferencia la ciencia del resto de actividades como auténtico medio de producir conocimiento verdadero. Los criterios de demarcación propuestos son los resultados, el criterio de verificación, el criterio de falsación de Popper o la metodología de los programas científicos de investigación de Lakatos. A lo que el estudio social de la ciencia afirma que no es factible diferenciarla mediante las reglas de decisión, ya que se aprovecha la visión retrospectiva para reescribir el conocimiento en función de dichas reglas.
Desde el punto de vista histórico, observamos variabilidad en la ciencia en los cambios organizativos, de los cuales se enuncian tres etapas: la amateur, la académica y la profesional. Afirman que la costosa investigación científica se ha financiado con recursos no científicos con el fin de prosperar económicamente y ofrecer seguridad a la sociedad.
El esencialismo afirma que es difícil hacerse con la verdadera naturaleza de la ciencia ya que es un organismo complejo y cambiante en el cual las definiciones son un reflejo de las características de un objeto real. En cambio, el nominalismo dice que es imposible buscar una definición para la ciencia ya que siempre es posible modificarla y recalificarla, es decir, los rasgos característicos de la ciencia surgen intrínsecamente sus prácticas de definición.
La postura de la sociología clásica del conocimiento es que el conocimiento científico se diferencia del resto ya que no se ve afectado por el contexto social, mientras que la de la sociología de la ciencia afirma que esta se autoregula y autoorganiza según sus necesidades.
Las limitaciones que se derivan son la persistente idea de que la ciencia es algo especial, distinto del resto de formas de actividad social y cultural, de lo que ha sido llamado la concepción de la ciencia, de la noción del conocimiento como una actividad individual y mental y la falta de voluntad para afrontar las consecuencias radicales de un ataque crítico.( Sí, si la desvertebración no supone emplazarnos en el desastre y pretender como utopía un revertebración instantánea, devolvernos al mismo lugar no constituye ningún avance, ninguna vía,  el flujo circular del conocimiento nos impone ir al centro como individuos la elección de la dispersión es una decisión humanista que opera en el individuo y se concentra en los recursos del aporte de la cultura, el conocimiento de la cultura material es lo que nos diferencia pero al tiempo acelera procesos innecesarios incluso obviado la naturaleza humana en un supuesto humanismo.)

### Los desastres metodológicos
En el segundo capítulo se afirma que la fuerza del estudio social de la ciencia reside en la capacidad de revisar los cimientos del pensamiento actual con la intención de resistirse al esencialismo que propone la axiomática idea de representación como base de la ciencia y medio por el que generamos imágenes de los objetos externos. 
De esta forma se nos presenta cual es el problema de la representación, que parte del dualismo entre la representación y el objeto; y se cuestiona como podemos estar seguros que la representación es fiel al objeto real y que tipo de relación existe entre ambos. Esto provoca los desastres metodológicos de la indexabilidad, la interminabilidad y la reflexividad que se han intentado solucionar bien sea mediante la apelación a una jerarquía de conocimiento, en interpretar el problema como una simple dificultad técnica, por negar la importancia del problema o interpretando el problema como algo ajeno.(Es perfecto, pero acatar la disciplina nunca debe ser encorsertar la rigidez fenomenológica, si no se aporta el optimismo que supone la búsqueda de un método que no es sino reintepretación (hecho de lector) que hace de nodo científico en una red científica, ahora virtualizada, nadie se hace a la religión, era positiva hechos son razones, busca el sentido en la tierra, en el hombre, en la madre, vuelve al comienzo para renacer haciéndose muchas preguntas,...que mayor señal de optimismo ver a una población empoderada y ser comunidad. 
Se proponen dos métodos para encarar el estudio de la ciencia:
- La inversión, que consiste en negar la unidireccionalidad de la relación entre la representación y el objeto, afirmando que el objeto es previo a la representación y oponiéndose al esencialismo.
- La retroalimentación, que se basa en una relación bidireccional entre la representación y el objeto, oponiéndose al Criterio de demarcación de la ciencia.

### La caja negra
En el tercer capítulo, Woolgar se propone abrir la caja negra mediante el uso del programa fuerte de sociología del conocimiento científico para observar los mecanismos que la componen: la lógica, la razón y las reglas, sin dejar de lado la controversia que plantea la retroalimentación del programa fuerte.
Para ello nos expone como los sociólogos atacan las limitaciones expuestas por el esencialismo pasando por la sociología del error que se cuestiona sobre los factores distorsionantes que producen un conocimiento científico incorrecto del mundo objetivo, pero sin llegar a abrir la caja negra; o la sociología del conocimiento científico, quien intenta abrirla mediante el uso de un programa fuerte que se basa en los principios fundamentales de la causalidad, la imparcialidad, la simetría y la reflexividad, pero sin llegar a analizar el nivel de veracidad de las proposiciones. Alrededor de los pilares de un programa fuerte se plantea una controversia sobre su neutralidad, sobre usar el método científico para estudiar la propia naturaleza de su conocimiento, sobre la reflexividad cuando se trata de obtener una teoría general o del postulado de simetría.
Al analizar el conocimiento científico, nos encontramos con la lógica, que por sí misma no nos permite aceptar una proposición; y las reglas, que no determinan por sí mismas las posturas en una discusión. Esto nos lleva al desastre de la interminabilidad ya que cualquier justificación entre la lógica ha de ser a su vez justificada.

### Invirtiendo a la naturaleza
En el cuarto capítulo se nos presenta el método de la inversión de la naturaleza, principio por el cual se invierte la dirección de la relación entre la representación y el objeto propuesta por los científicos en beneficio del mundo que existe independientemente de todo conocimiento producido sobre él, mostrando la relación que existe entre los entes de la naturaleza como el original que los humanos percibimos imperfectamente mediante su representación. Para ello se basan en la noción del descubrimiento científico y en los hechos, como la de revelar algo que había estado siempre hay como por ejemplo el descubrimiento de América o la historia de los pulsares.

### Argumentos
En el capítulo quinto se presenta la cara argumentativa de la ciencia que a través del discurso científico y la explicación intenta mostrarnos que realmente es antes la representación y después los objetos representados a través de la separación e inversión y de sus cinco etapas, a pesar de que el método científico elimine las tres primeras para dar la sensación de que realmente es antes los objetos que las representaciones; y de los modalizadores, que pueden modificar la facticidad de un enunciado.
Para reafirmarse, los científicos proponen el principio de triangulación, por el cual afirman que la certeza de la existencia de un fenómeno aumenta al observarse desde varios puntos de vista. Este efecto sucede entre la representación y los objetos que la infradeterminan ante la intervención de agentes externos; algo similar sucede en el análisis de textos y las acciones a distancia.

### Etnografía y reflexividad
En el capítulo sexto se cuestiona sobre el orden preferente de la representación ante los objetos de la naturaleza con la finalidad de mantener viva la inversión mediante la aplicación de la etnografía y la reflexividad, intentando revisar desde un punto de vista antropológico la ciencia práctica.
La etnografía investiga desde un punto de vista antropológico mediante la convivencia la actividad científica, pero sin llegar a integrándose en ella como un científico más e intentando no dar por supuesto cualquier razonamiento científico por muy arraigado que este. Los resultados que se obtienen del estudio son que la actividad científica no es una labor descriptiva sino constructiva, que se trata de una actividad social ya que se requiere de un trabajo en equipo, son necesarias las preselecciones y su actividad se dirige hacia un campo agonístico. Pero, ¿qué problemas reside en la etnografía de la ciencia? Tenemos varias objeciones, entre las que nos encontramos que centrarse en las actividades que se llevan a cabo en los laboratorios es inadecuado, ya que la ciencia no se desarrolla allí; otra queja reside en que no es adecuado centrarse en las acciones que los individuos llevan a cabo, sino más bien en como se relacionan dichos individuos durante el desarrollo de la ciencia. La etnografía instrumental se centra en el estudio de la producción de noticias sobre la ciencia, a la que no le otorga ningún estatus oficial. La etnografía reflexiva medita del propio uso que se realiza de la representación.

### Ciencia y ciencia social
En el séptimo capítulo se concluye con un balance entre la ciencia y la ciencia social sin que la idea de representación haya perdido fuerza. De hecho la ciencia social sale perjudicada de este hecho ya que se produce un fraude ontológico a causa de que la propia crítica relativista de la ciencia es en sí misma científica, ya que la sociología se basa en metodología científica y necesita de la idea de representación, por lo que al intentar desestimar la ciencia se produce un auto ataque a la sociología. En concreto, el fraude ontológico reside en la práctica de establecer y manipular una distinción entre argumentos que resulten susceptibles al relativismo y aquellos que no lo son. 
Se nos presenta otro dilema, ¿cómo influyen los agentes, ya sean científicos o instrumentos, en la comprensión del mundo real?, ¿se alteran subjetivamente?, sería necesario disponer de una tecnología que nos permitiese obtener representaciones del mundo sin necesidad de intermediarios que pudiesen alterar la realidad. Finaliza con el enfrentamiento directo a la representación científica de la cual se desprenden los objetivos de los próximos sociólogos de la ciencia, encontrar formas de interrogar al orden moral de la representación que produce el fraude ontológico.

## Propuesta
El estudio de Steve Woolgar propone a los próximos estudiosos de la ciencia social cuatro conclusiones con las que se podría continua su estudio que son “como dejar de preocuparse por la ciencia y vivir con ella”, ”la supuesta diferencia entre ciencia y ciencia social no es más que una diferencia de recursos”, la “necesidad de buscar formas alternativas de explicación para la ciencia social”, y “el 'sí mismo' como blanco de la ciencia social”.